# Iso Savijärvi
Iso Savijärvi är en sjö i Finland. Den ligger i Lembois kommun i landskapet Birkaland, i den södra delen av landet, 140 km norr om huvudstaden Helsingfors. Iso Savijärvi ligger 96,9 meter över havet. Arean är 67,7 hektar och strandlinjen är 7,35 kilometer lång. Sjön  ingår i Kumo älvs huvudavrinningsområde.   I omgivningarna runt Iso Savijärvi växer i huvudsak blandskog.